# Подвале (Свентокшиське воєводство)
Подвале (пол. Podwale) — село в Польщі, у гміні Пацанув Буського повіту Свентокшиського воєводства.
Населення — 110 осіб (2011).
У 1975-1998 роках село належало до Келецького воєводства.

## Демографія
Демографічна структура на день 31 березня 2011 року:
|          | Загалом | Допрацездатний вік | Працездатний вік | Постпрацездатний вік |
| -------- | ------- | ------------------ | ---------------- | -------------------- |
| Чоловіки | 56      | 6                  | 36               | 14                   |
| Жінки    | 54      | 11                 | 22               | 21                   |
| Разом    | 110     | 17                 | 58               | 35                   |